# Enrique de la Tour d'Auvergne-Bouillon
Enrique de la Tour d'Auvergne-Bouillon (Sedán, 11 de septiembre de 1611 - Sasbach, 27 de julio de 1675) fue un noble y militar francés. Conocido también como «Turenne» o Turena, era vizconde de Turena y fue nombrado mariscal de Francia en 1643 y Mariscal General de los campos y ejércitos del rey en 1660.

## Biografía
Nació el 11 de septiembre de 1611 en Sedán, hijo de Enrique de la Tour d'Auvergne, renombrado militar, diplomático y miembro del partido hugonote de Francia, y de Isabel de Nassau, hija de Guillermo el Taciturno. Tuvo una infancia enfermiza marcada por una frágil salud. Su padre falleció cuando tenía doce años, pero su madre se ocupó de que su educación no se relajase, observando una férrea disciplina.

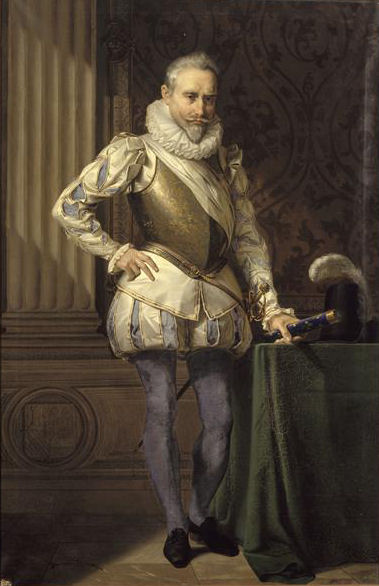
Su padre Enrique de la Tour d'Auvergne. Obra de Merry-Joseph Blondel.

## Servicio en el ejército de las Provincias Unidas
En 1625 ingresó como cadete en el ejército de las Provincias Unidas, ya que su madre no quería que se alistara en el ejército francés por ser hugonote. En el ejército holandés sirvió bajo el mando de sus tíos Mauricio de Nassau y Federico Enrique de Orange-Nassau, quienes dirigían la lucha contra el Imperio Español.

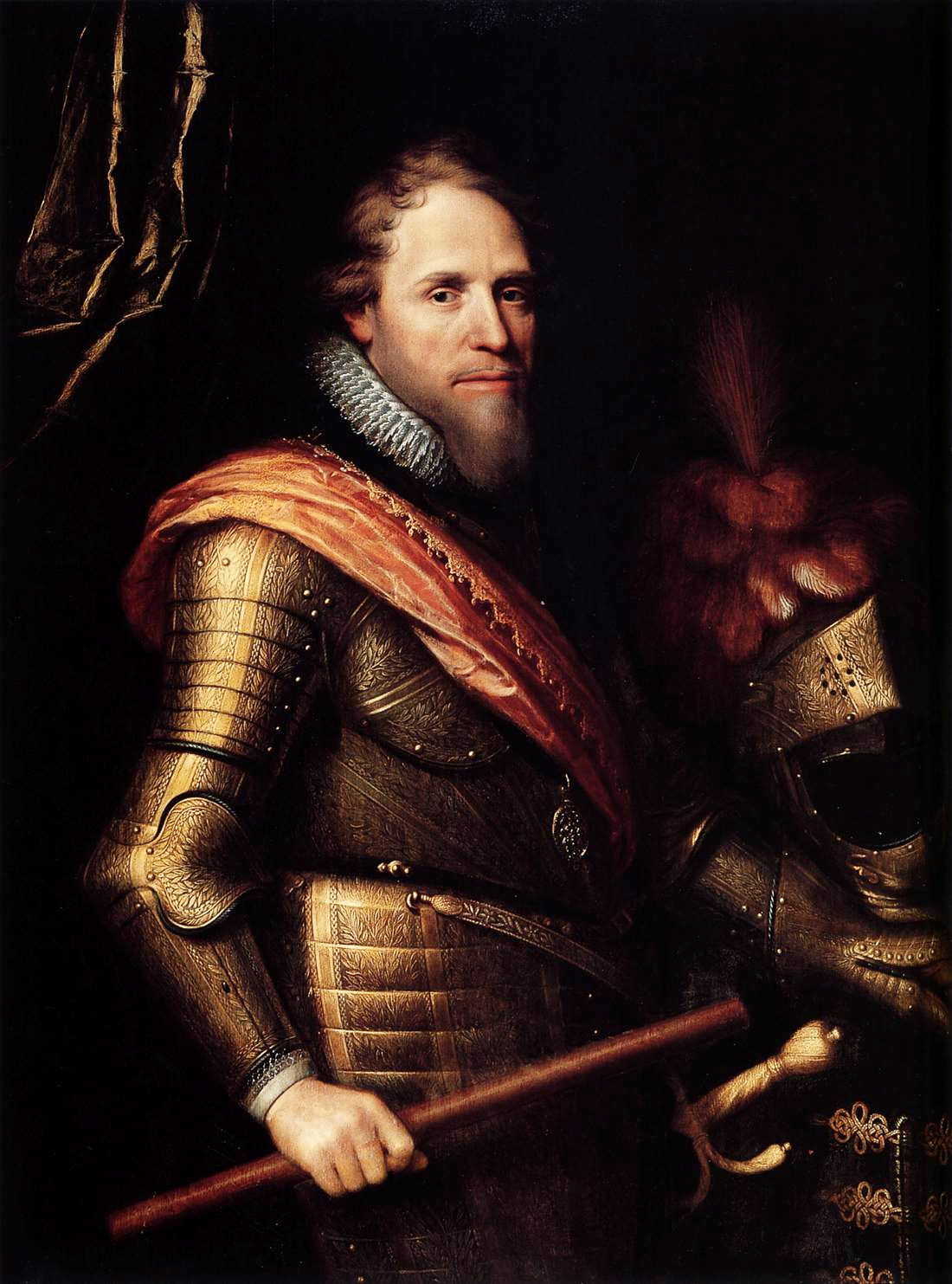
Mauricio de Nassau. Obra de Michiel Jansz. van Mierevelt.

A los 15 años el vizconde de Turena fue puesto al frente de una compañía de infantería y ascendido al grado de capitán, participando en el asedio de Bolduque. Su servicio en el ejército de las Provincias Unidas duró cinco años, que fueron dedicados en su mayor parte a asedios.

## Servicio en el ejército francés

### La Guerra de los Treinta Años
Tras su experiencia en las Provincias Unidas, Turena llegó en 1631 a la corte francesa. El cardenal Richelieu le puso al mando de un regimiento de infantería. Su primera distinción con el ejército francés se produjo durante la toma de la fortaleza de La Motte en Lorena bajo el mando de Jacques Nompar de Caumont.

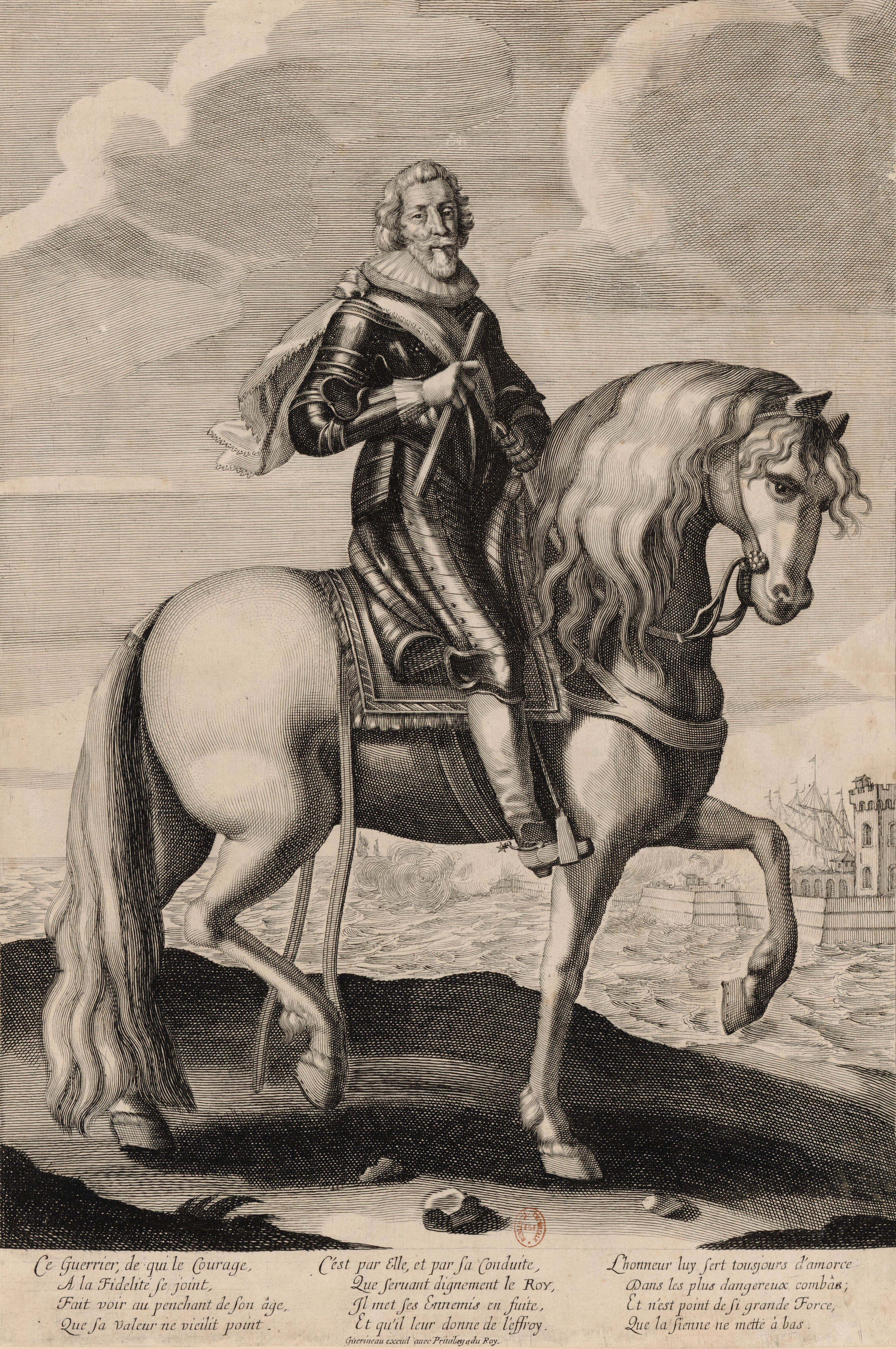
Jacques Nompar de Caumont.

A los 24 años fue ascendido a general y se le destinó a un ejército que estaba al mando de Luis de Nogaret d'Épernon, compuesto por 20.000 infantes, 5.000 jinetes y 14 cañones y que avanzaba hacia el Rin y donde debía unirse a Bernardo de Sajonia-Weimar, que acampaba cerca de Maguncia. La acción de Matías Gallas hizo muy difícil el avituallamiento de las tropas francesas. El vizconde de Turena se distinguió en la lucha por conseguir suministros.
En 1636 fue herido en el brazo derecho por una bala de mosquete en el sitio de Saverne en Alsacia. En otoño ya estaba recuperado de la herida y fue mandado en persecución de Gallas, quien había sido derrotado cerca de Dijon.
En 1637 se le confió la misión de sitiar las fortalezas de Landrecies y de Boussières-sur-Sambre, en Henao. En 1638 ascendió a Teniente General y se le encomendó que ayudara a Bernardo de Sajonia-Weimar a tomar Breisach. En invierno regresó a la corte, donde Richelieu le recibió con grandes honores.

#### En el frente italiano
Al año siguiente fue destinado a Saboya a las órdenes de Enrique Harcourt. En la primavera de 1640 participa en la batalla de Casal en la que Turena se distinguió gracias a una estratagema por la que hizo pensar al comandante español que se enfrentaba a un ejército más numeroso. Turena convenció a Harcourt de que sitiara Turín en contra de la opinión de otros generales. En septiembre de 1640 los franceses pudieron entrar en Turín.
A principios de la campaña de 1641, el Conde de Harcourt permaneció en Francia, así que Turena ostentó el mando efectivo. En este tiempo ocupó Montecalvo y puso bajo sitio a Yvree. En 1642 murió el cardenal Richelieu y cinco meses después fallecía Luis XIII de Francia.
El Príncipe Tomás Francisco de Saboya-Carignano se había enemistado con los españoles y se pasó al bando francés, siendo nombrado por la regente Ana de Austria General del Ejército del Rey de Francia en Italia, pero como se encontraba mal de salud, dejó el mando del ejército a Turena. Al mando de este ejército expulsó a los españoles de la fortaleza de Trino. Tras esta victoria fue ascendido a Mariscal.

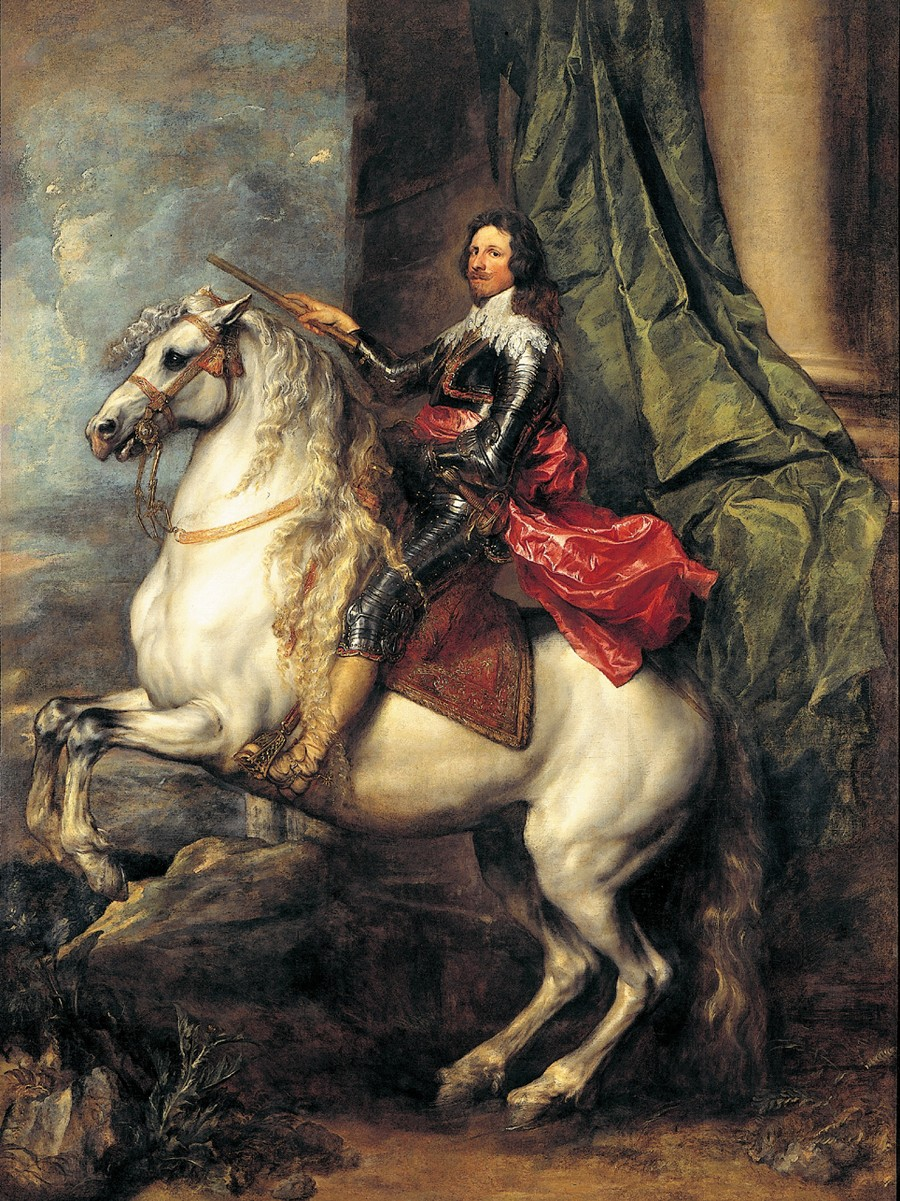
Tomás Francisco de Saboya-Carignano. Obra de Anton van Dyck.

Las muertes de Luis XIII y de Richelieu y la ascensión del Cardenal Mazarino llevaron a la formación en la corte de partidos enfrentados entre sí. A Turena se le retiró el mando del ejército francés porque su hermano, Federico Mauricio de La Tour d'Auvergne, duque de Bouillon, se había aliado en una liga contraria con el conde de Soissons y el duque de Guisa y había ocupado Sedán contra el rey de Francia. Por ello no parecía seguro que Turena mandase un ejército y se le ordenó que regresara a París.

#### En el frente del Rin
Sin embargo, pronto fue enviado al Rin, donde el ejército de Sajonia-Weimar había sido derrotado por Francisco de Mercy, para defender el flanco occidental del ejército bávaro. Turena llegó a Alsacia en diciembre de 1644, en primavera cruzó el Rin por Breisach y sorprendió a un ejército bávaro cerca del Danubio. Ocupó Breisach y Friburgo para luego dirigirse a Colmar. Mercy puso asedio a Friburgo. Poco después se destinó a Luis II de Borbón-Condé al Rin y fue colocado por encima de Turena a pesar de tener menos experiencia y ser menor en edad. El 3 de agosto tuvo lugar la batalla de Friburgo (agosto de 1644). Luis II de Borbón-Condé ordenó un ataque frontal contra unas posiciones defensivas fuertes, y ambos bandos tuvieron un gran número de bajas, pero al final la victoria cayó de lado francés.

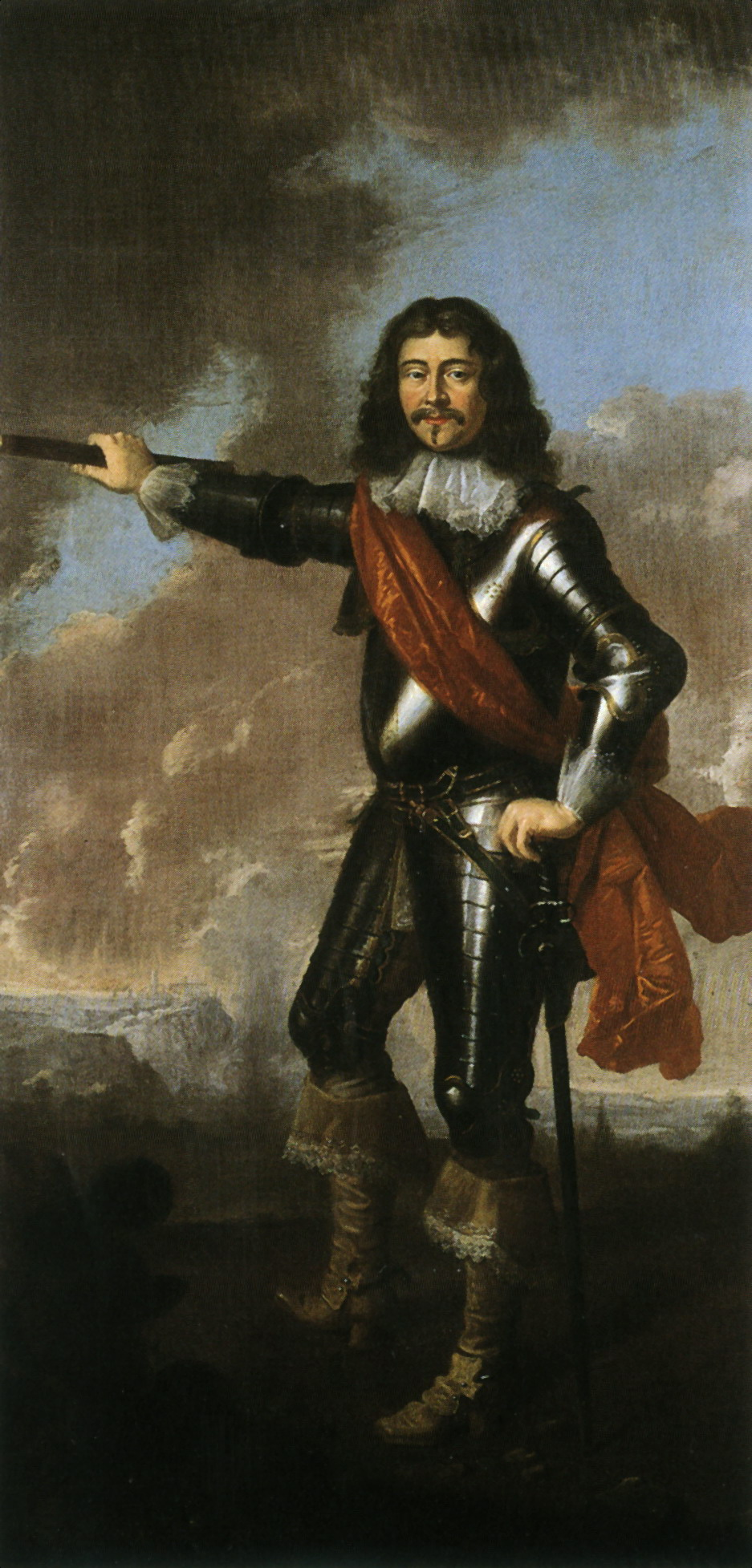
Federico Mauricio de La Tour d'Auvergne. Obra de Johann Valentin Tischbein.

Tras esta batalla se puso sitio a la ciudad de Philippsburg que capituló en menos de tres semanas. Después Turena volvió a ponerse al frente del ejército. Luego se sitiaron Oppenheim, Maguncia y otras ciudades del Rin. 

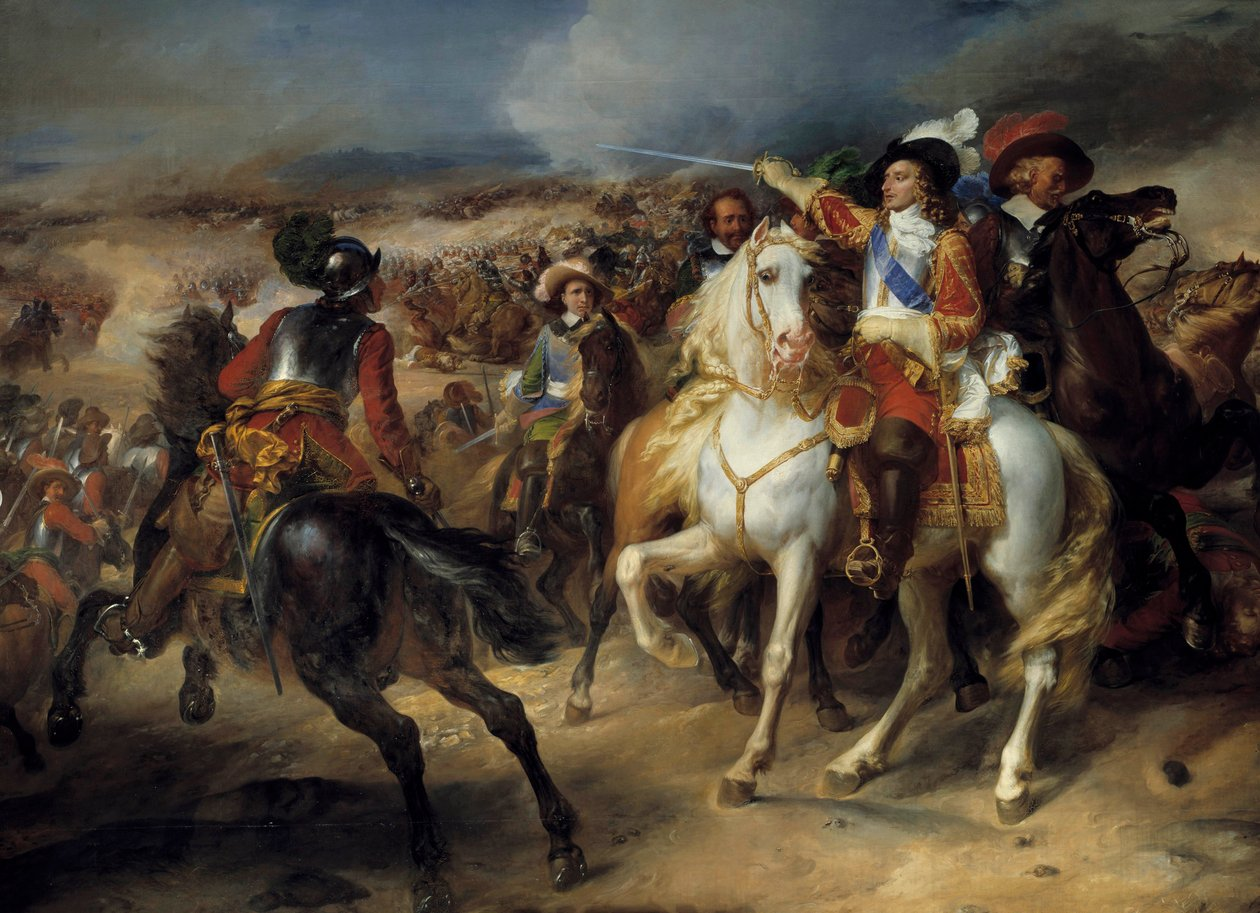
Luis II de Borbón-Condé en la Batalla de Lens. Obra de Jean-Pierre Franque.

Turena tomó después el castillo de Kreuznach, tras lo cual cruzó el Rin y se internó en Alemania hasta las cercanías de Núremberg, en Mergentheim. Turena pensaba que las tropas enemigas estaban lejos y diseminadas, por lo que dispersó las suyas para que buscasen forraje. Sin embargo, el ejército de Mercy se encontraba cerca y el 2 de mayo de 1645 pudo derrotar a Turena en la batalla de Mergentheim, en la que Turena perdió las cinco sextas partes de sus tropas incluyendo 1.200 jinetes, toda la artillería y bagajes.
Poco después Luis II de Borbón-Condé se le volvió a unir con tropas de refresco. Turena fue de nuevo relegado en el mando del ejército. El ejército francés tomó Rothenburg y se puso sitio a Dinkelsbühl, pero este fue abandonado cuando se supo de la llegada de un ejército de socorro al mando de Franz von Mercy. Los franceses se retiraron hacia Nördlingen pero las tropas bávaras llegaron antes a la ciudad y ocuparon posiciones defensivas. Luis II ordenó un ataque frontal que produjo un gran número de bajas entre los franceses pero consiguió la victoria en la Batalla de Nördlingen (1645) (3 de agosto de 1645) gracias a la muerte de Franz von Mercy, lo cual desalentó a las tropas bávaras.
Turena tuvo un papel destacado en la batalla y cuando Cristina de Suecia escribió una carta a Luis II dándole gracias por vengar la derrota del ejército sueco en el mismo lugar once años antes, Luis contestó que: 

El crédito de la victoria se debió menos a mí que a la habilidad y coraje de Turena.

Después de esta victoria Luis II de Borbón-Condé enfermó y tuvo que regresar a Francia. Las tropas francesas no recibieron refuerzos, al contrario que las bávaro-imperiales, por lo que Turena hubo de retirarse a Philippsburg. Cuando las tropas imperiales se retiraron, Turena ocupó Tréveris y realizó algunas fortificaciones en el río Mosela, tras lo cual volvió a París en febrero de 1646.
A principios de abril de 1646 regresó Turena al frente y se unió al ejército sueco que se encontraba al mando de Carlos Gustavo Wrangel. El ejército franco-sueco avanzó de Friburgo a Fráncfort del Meno con el objetivo de llegar hasta Múnich, poniendo sitio a Augsburgo, a consecuencia de lo cual acudió un ejército bávaro-imperial para socorrer la plaza. Enrique y Wrangel levantaron el asedio y se retiraron a Lauingen. La llegada de un frío invierno puso a las tropas franco-suecas en un serio apuro, ya que se encontraban lejos de sus bases y tenían pocos suministros. Turena decidió realizar una maniobra sorprendente y avanzó hacia el sureste, cruzando el río Lech, tomó la ciudad de Landsberg, donde encontró provisiones, y ordenó a la caballería que avanzara hasta Múnich. Tras estas maniobras, Maximiliano I, duque y elector de Baviera se vio obligado a pedir la paz pero al año siguiente volvió a unirse a las fuerzas imperiales.

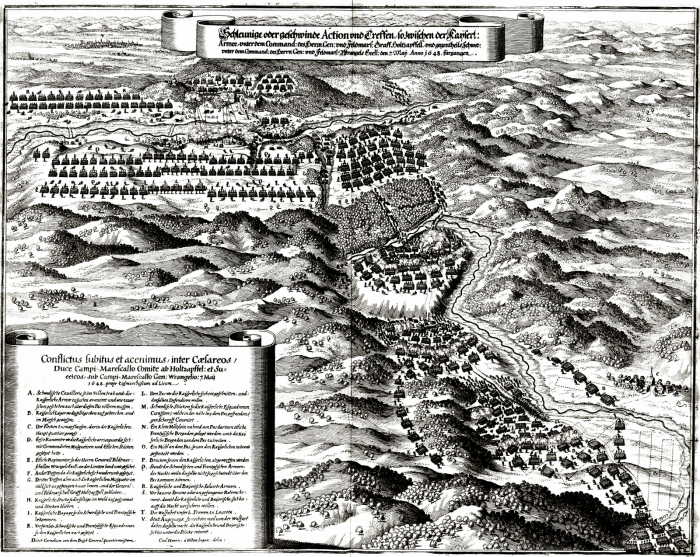
Batalla de Zusmarshausen.

La campaña de 1647 la ocupó Turena en enfrentarse a las tropas bávaro-imperiales en el Palatinado. Al año siguiente se juntó con los suecos en Franconia, el ejército cruzó el Danubio por Lauingen y encontró al ejército bávaro-imperial en Zusmershausen. En la Batalla de Zusmarshausen (7 de mayo de 1648), Turena consiguió una victoria total que obligó al duque de Baviera a abandonar Múnich, que se rindió sin resistencia.
Esta victoria y la conseguida por Hans Christoff Königsmarck en la batalla de Praga (1648) obligaron a Fernando III de Habsburgo a iniciar conversaciones de paz, que terminaron con la Paz de Westfalia y supuso el final de la Guerra de los Treinta Años.

### La Fronda

#### En el bando frondista
Tras el fin de la Guerra de los Treinta Años, Turena fue alejado del servicio militar, ya que Mazarino desconfiaba de su lealtad al ser su hermano uno de sus más fervientes adversarios. Se asentó en Holanda, con la intención de alejarse de las disputas de la corte, pero poco después marchó a París, ya que su hermano había llegado a un acuerdo con Mazaríno, quien ratificó su soberanía sobre Sedán.
La Fronda estaba encabezada por Gastón de Orleans, tío del rey, Luis II de Borbón-Condé, príncipe de Condé, que también era de sangre real, su hermano Armando de Borbón-Conti y Enrique II de Orleans, duque de Longueville. Mazarino hizo encarcelar a Longueville, Condé y Conti tratando de apaciguar la situación, pero la oposición creció. Turena se adhirió a la Fronda, empezó a reclutar tropas para liberar a los príncipes y pidió ayuda a los españoles.

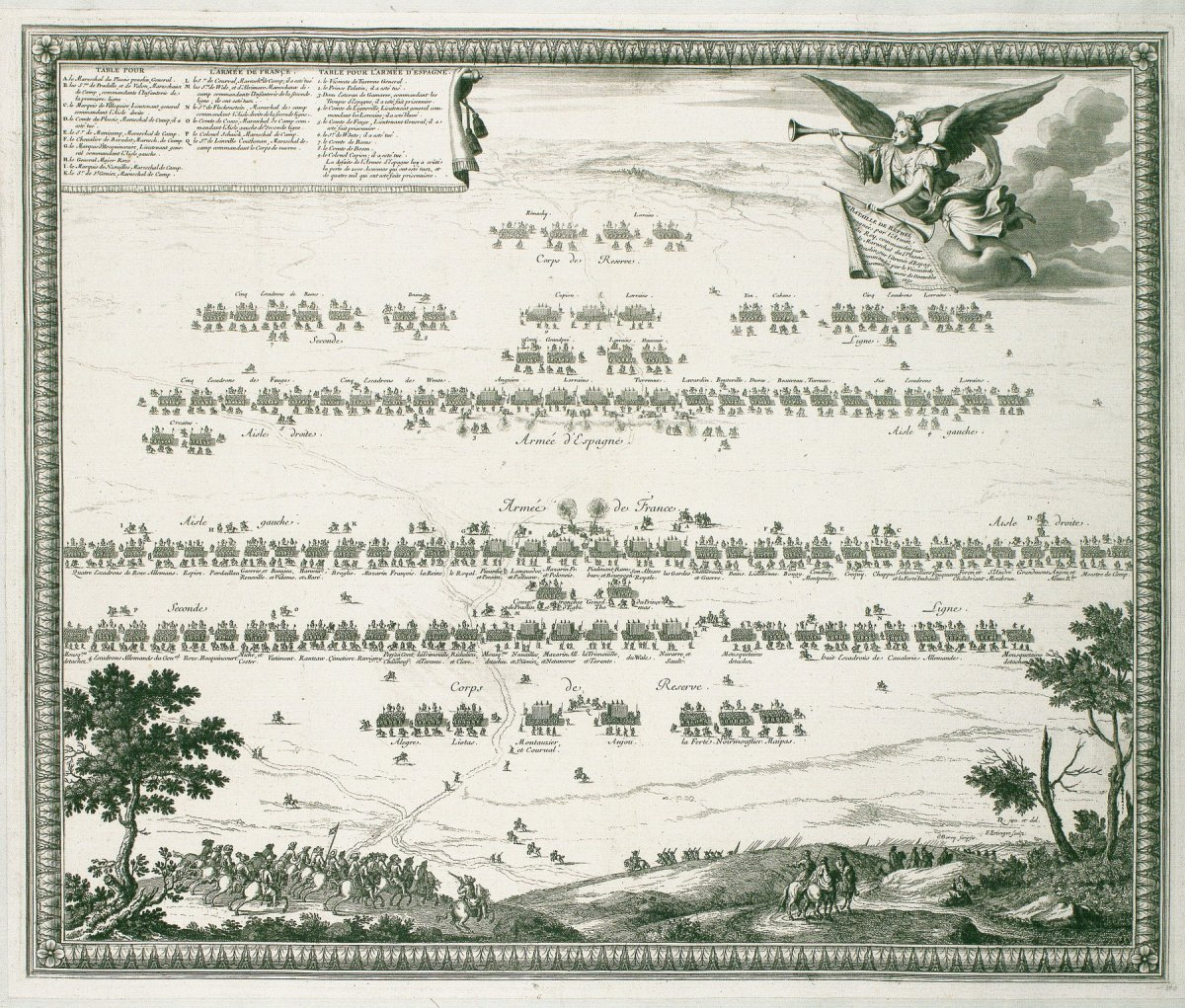
Batalla de Rethel. Obra de Sebastian Beaulieu.

En 1650 se puso al frente de un ejército español que derrotó al Marqués de Hocquincourt en Fismes, tras lo cual pretendió avanzar hacia Vincennes para rescatar a los príncipes, pero tuvo que retirarse a Flandes al ver que los príncipes fueron trasladados.
Las tropas realistas contraatacaron, tomaron Rethel y avanzaron contra las tropas de Turena, quien se vio superado en número, por lo que decidió retirarse, pero perseguido por su rival fue derrotado en la batalla de Rethel. El mismo Turena fue capturado en esta batalla pero pudo escapar de sus raptores.
Fuertes presiones por parte de la corte propiciaron que los príncipes fueran liberados y que Mazarino se retirase a Colonia. En la primavera de 1651, Ana de Austria promulgó un perdón general. Turena pudo regresar a París.

#### En el bando real
Con el exilio de Mazarino, Luis II de Borbón-Condé pretendió reemplazar su lugar e influencia. Aunque oficialmente había paz, la Fronda continuaba con sus intrigas.
Turena y su hermano el duque de Bouillon se unieron al partido real, por lo que el gobernador de París quiso detenerlos pero pudieron escapar gracias al aviso de Jean-François Paul de Gondi. Con la vuelta de Mazarino se reanudaron las hostilidades. Turena fue puesto al mando del ejército real, que estaba apostado junto con la corte en Poitiers, mientras que las fuerzas frondistas se hallaban en Montargisand, cerca del Loira. Condé había partido hacia la frontera española para negociar con los españoles el envío de refuerzos.
El ejército frondista avanzó intentando cruzar el Loira por Jargeau, pero Turena se había anticipado a este movimiento y pudo detener a los frondistas que, de haber llegado hasta Poitiers, se hubiesen apoderado de Ana de Austria y de Luis XIV.
Ya con Luis II de Borbón-Condé a la cabeza del ejército frondista, se produce un ataque de las tropas realistas al mando de Hocquincourt, pero Turena llega en su ayuda y logra detener el ataque frondista en Bléneau. Después marcha al norte y vence a un ejército frondista en Etampes, después marcha hacia Etrechy, cerca de Chartres, luego a Palaiseau y de allí a Saint Denis, a solo 6 km de París.

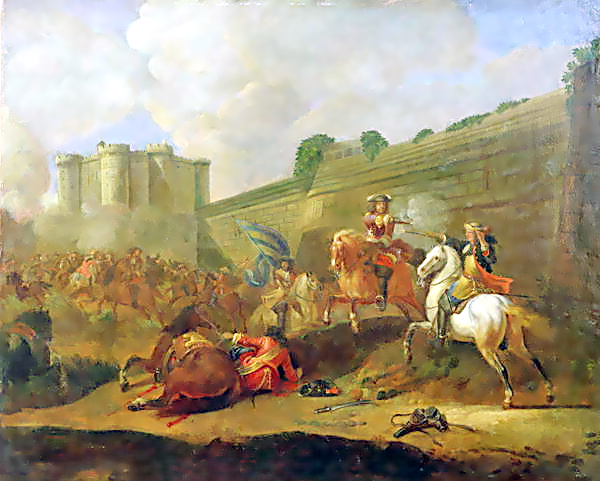
Episodio de la Fronda ante los muros de la Bastilla.

Por parte frondista otro ejército comandado por Condé avanzaba también hacia París. Turena decidió forzar la batalla contra Condé y para ello cruzó el río Sena en Epinay. Condé colocó a su ejército en una situación ventajosa entre el río Marne y el Sena, cerca de Charenton-le-Pont, y por la noche intentó introducir a parte de su ejército en París pero no se le permitió. Turena recibió la información de que parte de las tropas de Condé estaban en el norte de París y se puso en movimiento, atacando a las fuerzas de Condé que estaban desorganizadas. Condé reaccionó y dispuso a su ejército para hacer frente al enemigo con el barrio parisino de San Antonio a su espalda. Turena había cazado a Condé en una ratonera y tenía intención de destruir al ejército frondista. En la batalla de Porte Saint-Antoine (2 de julio de 1652) Turena aniquiló a la práctica totalidad del ejército frondista. Condé solo se salvó por la actuación de Ana María Luisa de Orleans, quien convenció a su padre, el duque de Orleans, para que permitiese la entrada de Condé en París e hizo disparar los cañones de la Bastilla contra el ejército real. Tras esta batalla la corte volvió a Saint Denis. 
Poco después murió su hermano, Federico Mauricio de La Tour d'Auvergne, duque de Bouillon.
Luis II de Borbón-Condé dejó Francia para unirse a los ejércitos españoles que se encontraban en Flandes. Turena no desaprovechó esta oportunidad y convenció al rey y a la reina para entrar en París. En 1653 Enrique de la Tour d'Auvergne-Bouillon contrajo matrimonio con Carlota de Caumont, la única hija y heredera de Armando de Nompar de Caumont, duque de la Force, mariscal de Francia y que compartía su fe protestante. Estuvo casada con ella hasta la muerte de Carlota en 1666. No tuvieron hijos.

## Guerras de Luis XIV

### Guerra Franco-Española
Luis II de Borbón-Condé se había retirado al norte con las tropas españolas y amenazaba el norte de Francia. Turena decidió hostigar al ejército español pero sin enfrentarse en una batalla. La campaña de 1653 terminó con la toma por los españoles de Rocroi mientras que Turena ocupaba Mouzon. La campaña de 1654 empezó con el asedio de la ciudad de Stenay por las fuerzas francesas, Turena esperaba que Condé acudiese a socorrer esta ciudad, pero las tropas españolas pusieron sitio a Arras. Al enterarse de la noticia, abandonó el asedio de Stenay y acudió en socorro de Arras. En la batalla de Arras (25 de agosto de 1654) Turena volvió a derrotar a Condé y pudo liberar Arras. Tras esta batalla Enrique marchó hacia Le Quesnoy, ciudad que fue tomada en dos días.
El año 1655 fue de poca actividad porque se entablaron negociaciones que presagiaban el final de la guerra. Sin embargo, no llegaron a buen puerto y la guerra continuó en 1656 con el sitio de Valenciennes por Turena. Un ejército de 20.000 soldados marchó en socorro de la plaza. Las tropas españolas inundaron los campos cercanos a la ciudad. Cuando llegó el ejército de socorro al mando de Condé, se produjo la batalla de Valenciennes (16 de julio de 1656) que terminó con la victoria española. Turena tuvo que abandonar el sitio de la ciudad y retirarse con los restos de su ejército hacia Le Quesnoy, marchando después hacia Lens y Arras.

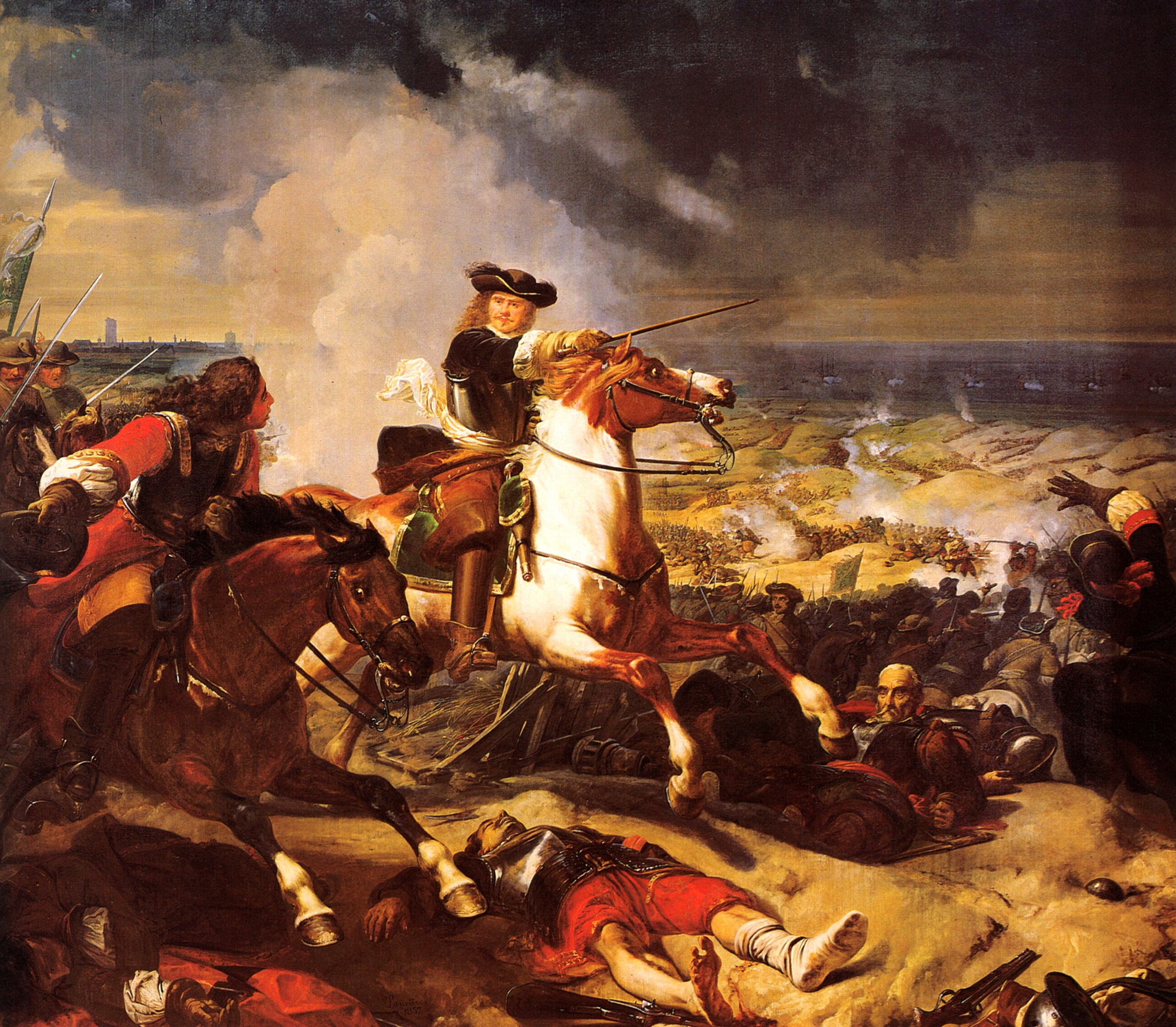
Batalla de las Dunas (1658). Obra de Charles-Philippe Larivière.

La campaña de 1657 comenzó con el asedio de Cambrai por Turena, pero Condé fue capaz de introducir en la fortaleza tropas de refresco y suministros. Turena tuvo que levantar el sitio y se dirigió a Saint Venant, cerca del río Lys, que fue tomada por los franceses, tras lo cual marchó a Fort-Mardyck, que también cayó en manos francesas.
Oliver Cromwell se había aliado con Francia con la condición de que se le entregara la ciudad de Dunkerque. De esa forma la campaña de 1658 empezó con el cerco por las tropas anglo-francesas de Dunkerque, la principal base naval española en el norte de Europa. Condé intenta liberarla pero Turena bloquea a las fuerzas españolas en la playa donde, además del ataque francés, el ejército español debía soportar el fuego que recibía en su flanco derecho por parte de los barcos ingleses. En la batalla de las Dunas (14 de junio de 1658) Enrique logra un gran triunfo que es seguido por la conquista de la ciudad a los diez días. Tras esta batalla Felipe IV de España se decidió a iniciar conversaciones de paz y en 1659 se firma el Tratado de los Pirineos que puso fin a la Guerra franco-española.
Al terminar la guerra Luis XIV quiso nombrar a Enrique de la Tour d'Auvergne-Bouillon Condestable de Francia pero Mazarino le informó de que este puesto solo podía ser ocupado por un católico. Al enterarse de esta condición, Enrique renunció pero Luis XIV lo convirtió en Mariscal General de los Campos y Ejércitos del Rey y gobernador de Limousin.
En este periodo, Turena sirvió en gestiones diplomáticas. Una de ellas fue intentar persuadir a Ana María Luisa de Orleans para que se casase con Alfonso VI de Portugal, pero ella denegó el matrimonio.

### Guerra de Devolución
En 1665 murió Felipe IV de España, y Luis XIV pretendió hacer valer los derechos de su esposa María Teresa de Austria sobre parte de los Países Bajos, por lo que tras la negativa de la regente Mariana de Austria, partió con un ejército al mando de Turena y al que acompañaban Michel Le Tellier, Marqués de Louvois y el propio Luis XIV. Turena tomó Armentieres, Binche, Douai  y Oudenaarde con facilidad. Lille cayó en diecisiete días, para cuyo asedio había contado con la ayuda de Sebastián Le Preste, Señor de Vauban.

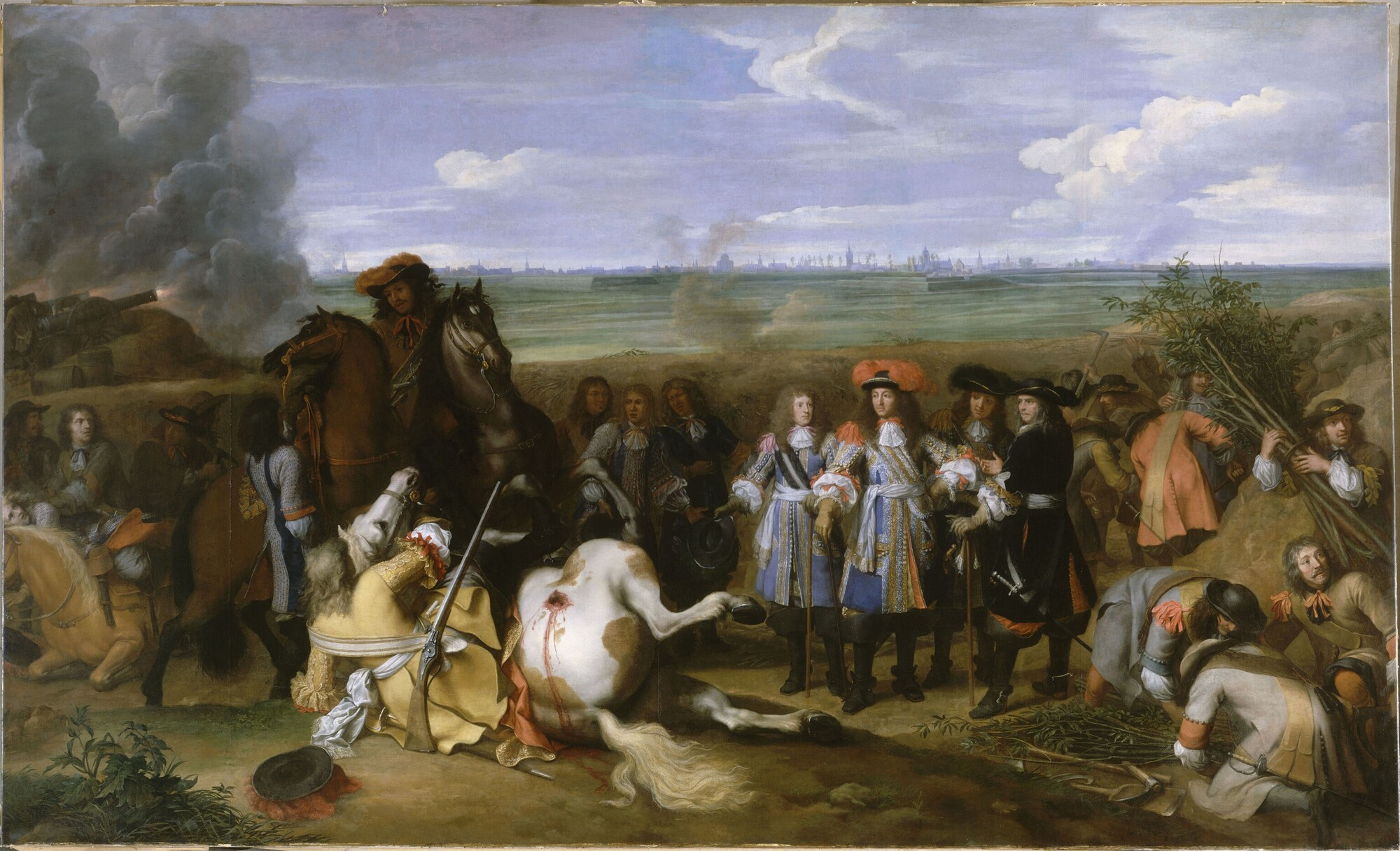
Luis XIV de Francia en el sitio de Douai. Obra de Carlos Le Brun.

Los éxitos fáciles de los franceses alarmaron a las Provincias Unidas, que iniciaron gestiones diplomáticas para convencer a Inglaterra y Suecia de que presionaran a Francia para buscar la paz. El 15 de abril de 1668 se firmó el Tratado de Aquisgrán. Tras la firma de este tratado, Turena dedicó bastante tiempo al estudio de la religión. Consultó al predicador Jacques Bénigne Bossuet y poco después se convirtió al catolicismo. Después de su conversión vivió tranquilamente en París, acudiendo raramente a la corte.

### La guerra franco-neerlandesa
En 1672 comenzó la guerra franco-neerlandesa al invadir Francia las Provincias Unidas. El mando de las tropas francesas recayó en Turena y en Luis II de Borbón-Condé. Yssel y Gelderland fueron ocupados pronto por los franceses. Poco después Turena se apoderó de Zuiderzee y Naarden y asedió Nimega. Tras las rápidas conquistas francesas, los holandeses abrieron los diques del Muiden e inundaron gran parte de la provincia de Holanda, Brabante y Flandes. Los holandeses pidieron la paz a Francia pero los términos tan duros propuestos por Luis XIV bloquearon las negociaciones. Tras la ruptura de las negociaciones, el Sacro Imperio Romano Germánico, el elector de Brandeburgo, Dinamarca y España se unieron a las Provincias Unidas. En agosto de 1672 Federico Guillermo I de Brandeburgo avanzó con un gran ejército apoyado por un ejército imperial comandado por Raimundo Montecuccoli y Alejandro de Bournonville, por lo que Turena decide retirarse hacia el Rin. 

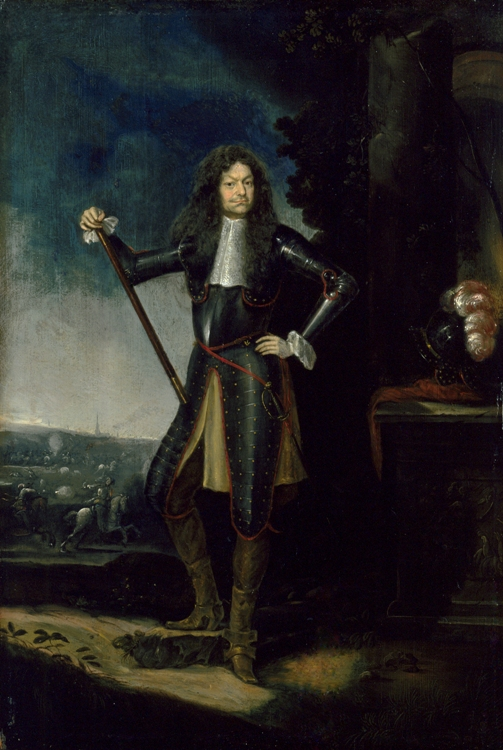
Raimundo Montecuccoli. Obra de Elias Grießler.

Los ejércitos imperial y brandeburgués se reunieron en Coblenza donde pensaban cruzar el Rin. Turena se lo impidió, lo que les obligó a marchar a Maguncia, pero el elector de Maguncia les denegó el paso, tras lo cual el ejército imperial se dirigió a Estrasburgo pero se encontraron el puente destruido. De esta forma pasó el invierno sin que el ejército imperial pudiera cruzar el Rin a causa de las maniobras de Turena.
El 3 de febrero de 1673, Turena tomó Unna y siguió con las marchas dilatorias evitando que las tropas imperiales cruzaran el Rin. En esta campaña sirvió John Churchill bajo el mando de Turena. Dejando Westfalia, avanzó hacia el sur al Ducado de Berg y de allí fue a Hesse-Darmstadt acampando en Wetzlar, cerca de Fráncfort del Meno, para impedir que las tropas imperiales cruzasen el Rin. Permaneció allí hasta el 14 de agosto. Montecuccoli, con un ejército de 40.000 soldados, avanzó hacia Núremberg y Enrique le salió al paso dirigiéndose hacia Marienthal. Montecuccoli se quedó entre Wurzburgo y Ochsenfurt y los dos ejércitos estuvieron cerca el uno del otro por espacio de quince días hasta que Enrique marchó a la margen derecha del río Meno, mientras que Montecuccoli se fue hacia Maguncia, pasó a Miltenberg y se reunió con Guillermo de Orange antes de que Turena pudiera interceptarle.
Turena pensó que Montecuccoli quería atacar Alsacia y Lorena que habían quedado desamparadas tras la marcha de Condé a las Provincias Unidas, por lo que dejó el Meno e hizo avanzar a su ejército en dirección a Philippsburg, pero el general imperial se dirigió a Holanda y Condé tuvo que retirarse de las Provincias Unidas. Los franceses se vieron obligados a evacuar todas las plazas que mantenían en su poder entre el Rin y el Mosa a excepción de Maastricht, que se mantuvo en poder francés hasta la firma de la paz.

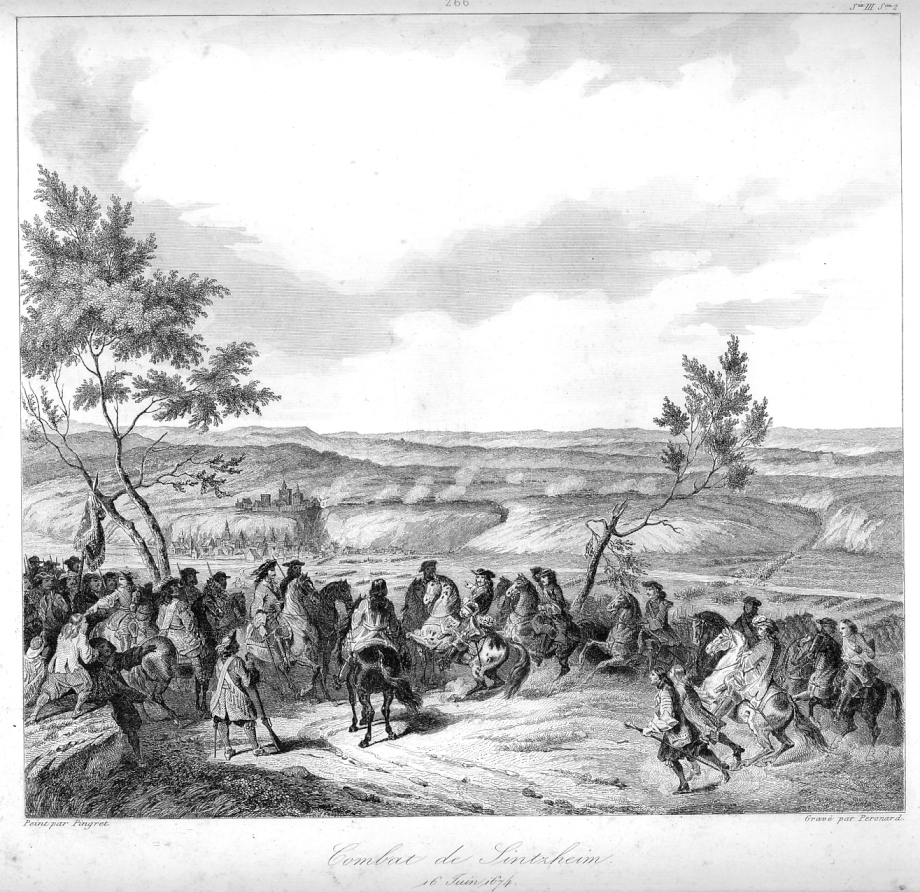
Batalla de Sinsheim.

Al comienzo de la campaña de 1674, las tropas francesas de Turena estaban estacionadas en Saverne cuando se enteró de que dos ejércitos imperiales estaban en marcha para unirse cerca del Rin. Turena decidió evitar esa unión y venció a un ejército imperial en la batalla de Sinsheim (6 de junio de 1674). Después de su victoria regresó a Philippsburg y avanzó hacia el Palatinado que fue devastado por los  franceses, destruyendo e incendiando varios pueblos y ciudades. Cuando el Palatinado quedó completamente devastado, el ejército francés avanzó al río Neckar y desde allí a Philippsburg.

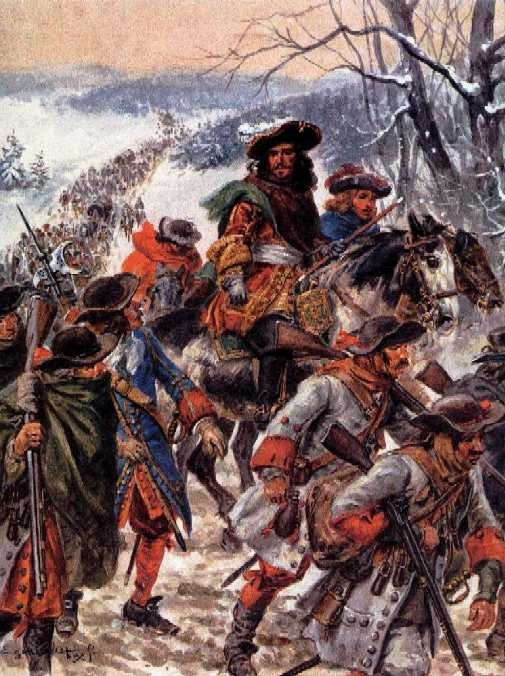
La marcha de las tropas francesas previa a la Batalla de Turckheim

Otro ejército imperial avanzó hasta Estrasburgo y tras cruzar el Rin se dirigió a Gravenstadt. El ejército imperial esperaba a otro ejército brandeburgués para internarse juntos en Francia. Turena decidió que debía enfrentarse al ejército imperial antes de la llegada del ejército brandeburgués y logró la victoria en la batalla de  Entzheim (4 de octubre de 1674) e hizo que el ejército imperial se retirara a Estrasburgo. Allí llegó el ejército brandeburgués. Turena situó a su ejército entre Hagenau y Saverne para cubrir la entrada a Lorena. Los comandantes imperiales pensaron que Turena había abandonado Alsacia. Francisco Miguel Le Tellier de Louvois se quejó ante el rey de la inactividad de Turena y de que hubiese abandonado Alsacia al enemigo.
Los comandantes imperiales, viéndose libres de todo peligro, dispersaron sus tropas para la utilización de más pastos como forraje, incluso el elector de Brandeburgo hizo venir su mujer a Colmar para pasar con ella el invierno, ya que no se esperaban avances por parte del ejército francés que se encontraba separados de ellos por la  Cordillera de los Vosgos, cubiertas de nieve. Sin embargo, Turena hizo marchar a sus tropas hacia el oeste de los Vosgos y entró en Alsacia por el suroeste por diferentes vías (cruzando montañas cubiertas de nieve y valles inundados por los ríos) antes de concentrarse en  Belfort. Esta marcha se realizó con el total desconocimiento del ejército imperial.
Cuando las noticias del avance llegaron a Federico Guillermo I de Brandeburgo y a los generales imperiales, estos decidieron situarse en una posición defensiva fuerte, pero en la  batalla de Turckheim (5 de enero de 1675) fueron vencidos por las tropas francesas y tuvieron que abandonar Alsacia.
Tras esta victoria el rey leyó en la corte una carta de Turena fechada el 30 de octubre de 1674, en la cual había esbozado sus planes para esa campaña y cómo expulsaría a las tropas imperiales de Alsacia por medio de la sorpresa, como había ocurrido en Turckheim. Después regresó a la corte donde fue magníficamente recibido. Luis XIV obligó a Michel le Tellier a disculparse ante él por sus críticas. 
Comenzó la campaña de 1675 uniéndose al ejército francés en Sélestat, a orillas del río Ill. Sabiendo que el ejército imperial, al mando de Raimundo Montecuccoli, se encontraba en Estrasburgo marchó a  Achenheim, lo que obligó a Montecuccoli a marchar al norte para intentar cruzar el Rin por Espira pero no lo consiguió. Turena se encontró con que empezaban a escasear las provisiones, por lo que cruzó el  río Rench por un vado que le fue mostrado por un pastor. El 27 de julio de 1675 se libró la  batalla de Salzbach. 

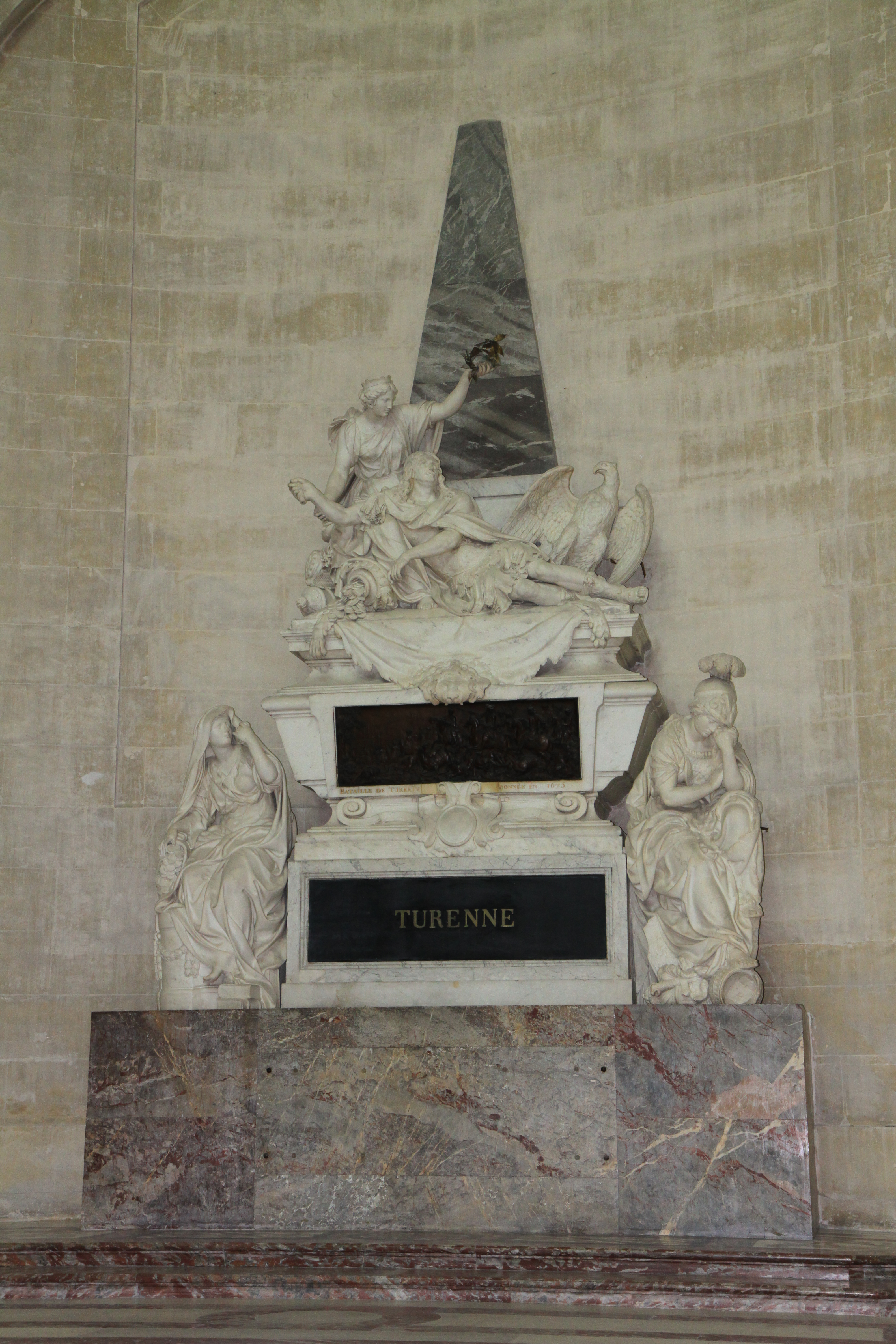
Tumba de Enrique de la Tour de Auvergne-Bouillon

### La muerte de Enrique de la Tour d'Auvergne-Bouillon
Mientras sus hombres daban comienzo a la batalla de Salzbach, Turena desmontó y se sentó junto a un árbol para comer y descansar. Tras haber comido montó en el caballo para ver el progreso de la batalla y subió a una altura que se encontraba cercana. Las tropas imperiales observaron movimientos en la colina y la artillería imperial empezó a disparar contra aquella posición.
El Marqués de San Hilario se encontraba preguntando a Turena sobre las disposiciones a tomar cuando éste se inclinó sobre el pomo de la silla de montar. El caballo echó a andar y cuando se detuvo Turena cayó de la silla de montar en brazos de sus asistentes. El mismo proyectil que acabó con Enrique de la Tour d'Auvergne-Bouillon arrancó el brazo al Marqués de San Hilario. Se hicieron esfuerzos por ocultar la muerte del Mariscal pero las lágrimas del duque de Elboeuf hicieron comprender a los soldados que su general había muerto.  Cuando Montecuccoli conoció la noticia exclamó:

Se ha perdido un hombre que era un honor para la humanidad.

Según los autores de la época, toda Francia lamentó su muerte. Su cuerpo fue repatriado a Francia y tras llegar a París, se realizó su funeral en la Iglesia de San Eustaquio y fue enterrado en la Basílica de Saint-Denis, junto a los reyes de Francia, un honor póstumo que Luis XIV le concedió. En 1793, durante la revolución francesa las tumbas reales de la Basílica fueron profanadas y los cuerpos echados a una fosa común, pero cuando exhumaron a Turena su fama de hombre del pueblo y la estima que tenía hicieron que su cuerpo no corriera la misma suerte, tras ser expuesto algunos días (durante el cual algunos de sus dientes fueron sacados y vendidos), fue trasladado al Jardín de plantas de París donde estuvo hasta 1799 cuando fue llevado al Museo de Monumentos Franceses, finalmente en 1800 Napoleón Bonaparte (quien lo admiraba y decía que era el mayor comandante de la era moderna) lo trasladó a la iglesia de San Luis en Los Inválidos, necrópolis de las glorias militares de Francia, donde reposa hasta la actualidad en un monumento.

## ElArte de la Guerrade Enrique de la Tour d'Auvergne-Bouillon

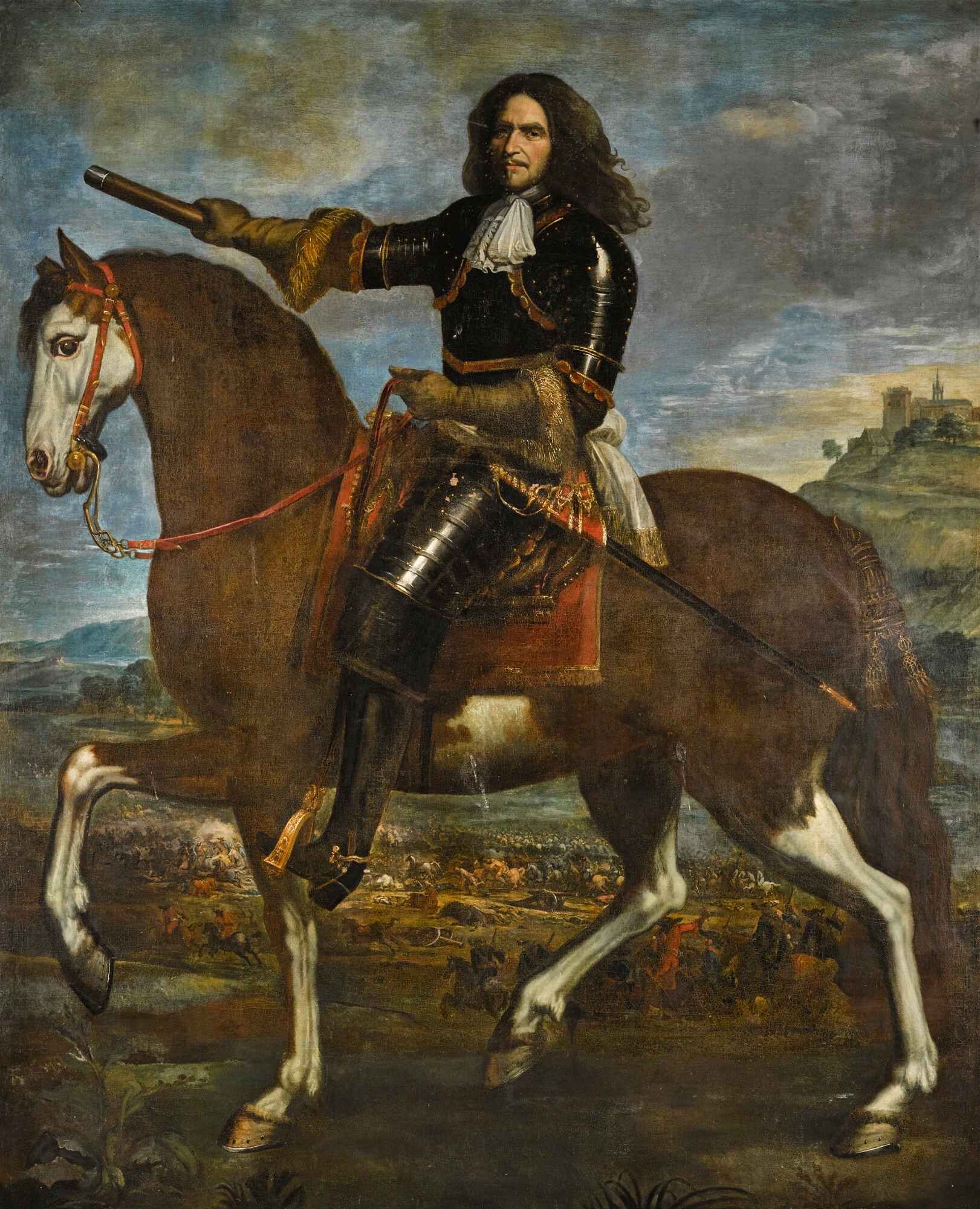
Retrato ecuestre de Enrique de la Tour d'Auvergne-Bouillon. Obra de Adam Frans van der Meulen

A diferencia de otros generales como Luis II de Borbón-Condé, Turena evitaba los ataques frontales, pues prefería utilizar maniobras antes de la batalla, cuyo objetivo era colocar a sus oponentes en una situación de desventaja.
Ayudó a mejorar la autoridad real sobre los oficiales.
Su carácter era notable más por su constancia y meditación que por su brillantez. A diferencia de la mayoría de los generales, no buscaba cerrar la campaña con una batalla decisiva, sino que realizaba los planes de campaña con buen juicio, habilidad y paciencia teniendo claro cuáles eran los objetivos de la campaña (por ejemplo, en la campaña de la batalla de Turchkeim era la expulsión de los imperiales de Alsacia).
Es notable que, contrariamente a la experiencia general, se convirtió en mucho más impetuoso según pasaban los años. 
En sus primeros años rara vez se aventuraba a dar una batalla, excepto cuando la victoria estaba casi segura, pero la confianza que le dieron las victorias le confirieron la capacidad de diferenciar lo difícil de lo imposible.